# Larinia montecarlo
Larinia montecarlo är en spindelart som först beskrevs av Levi 1988.  Larinia montecarlo ingår i släktet Larinia och familjen hjulspindlar. Inga underarter finns listade i Catalogue of Life.